# Aclytia
Aclytia är ett släkte av fjärilar. Aclytia ingår i familjen björnspinnare.

## Bildgalleri

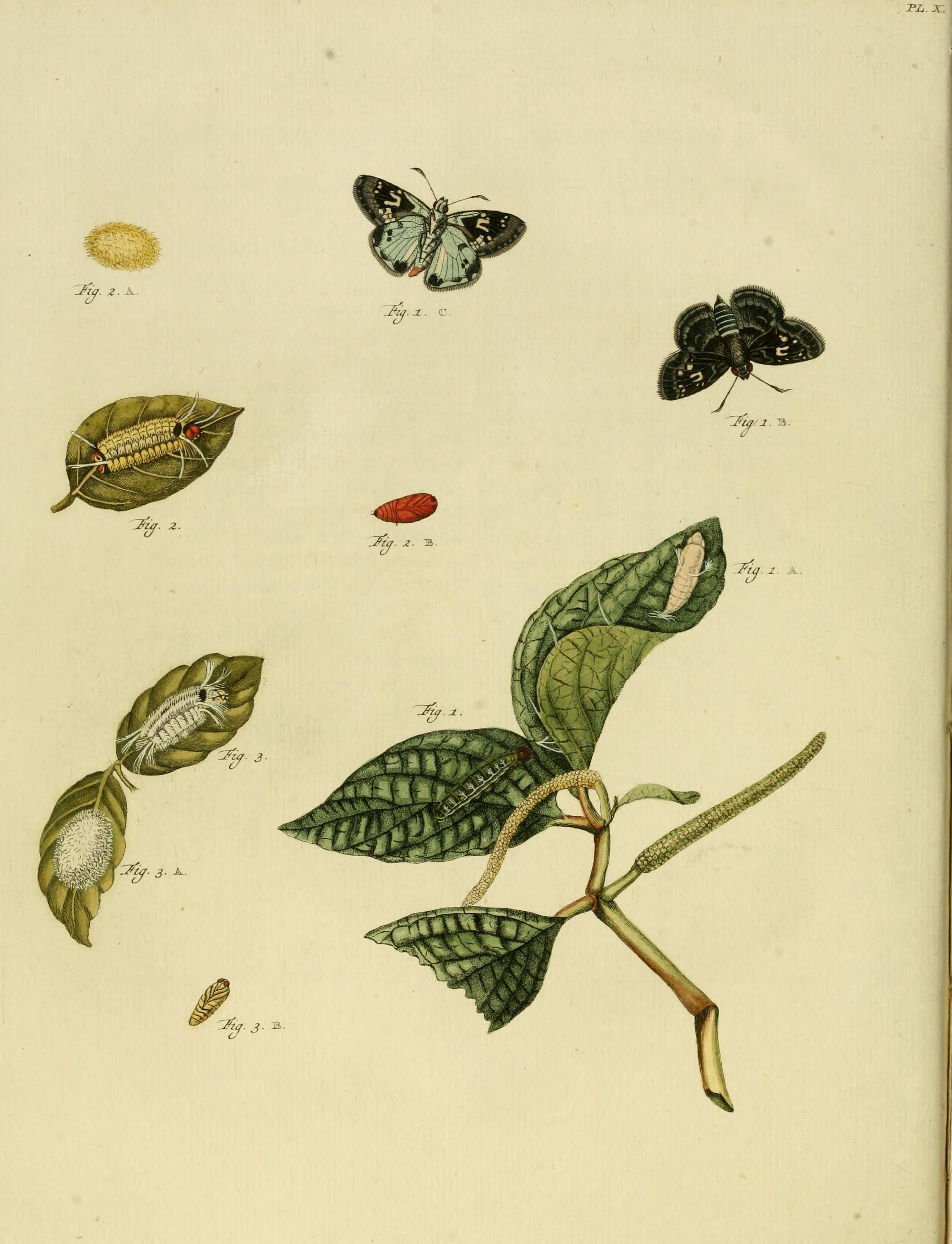
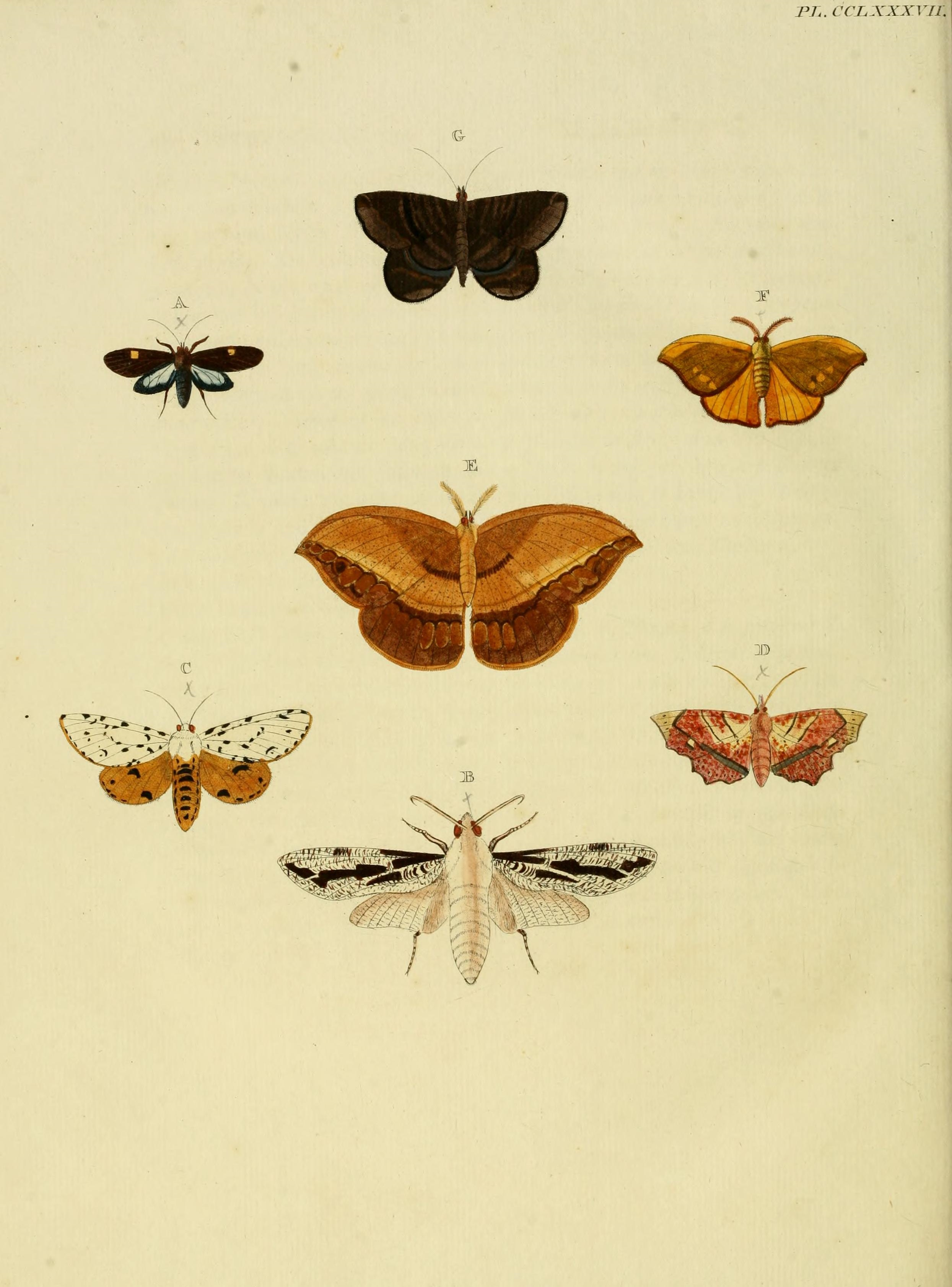
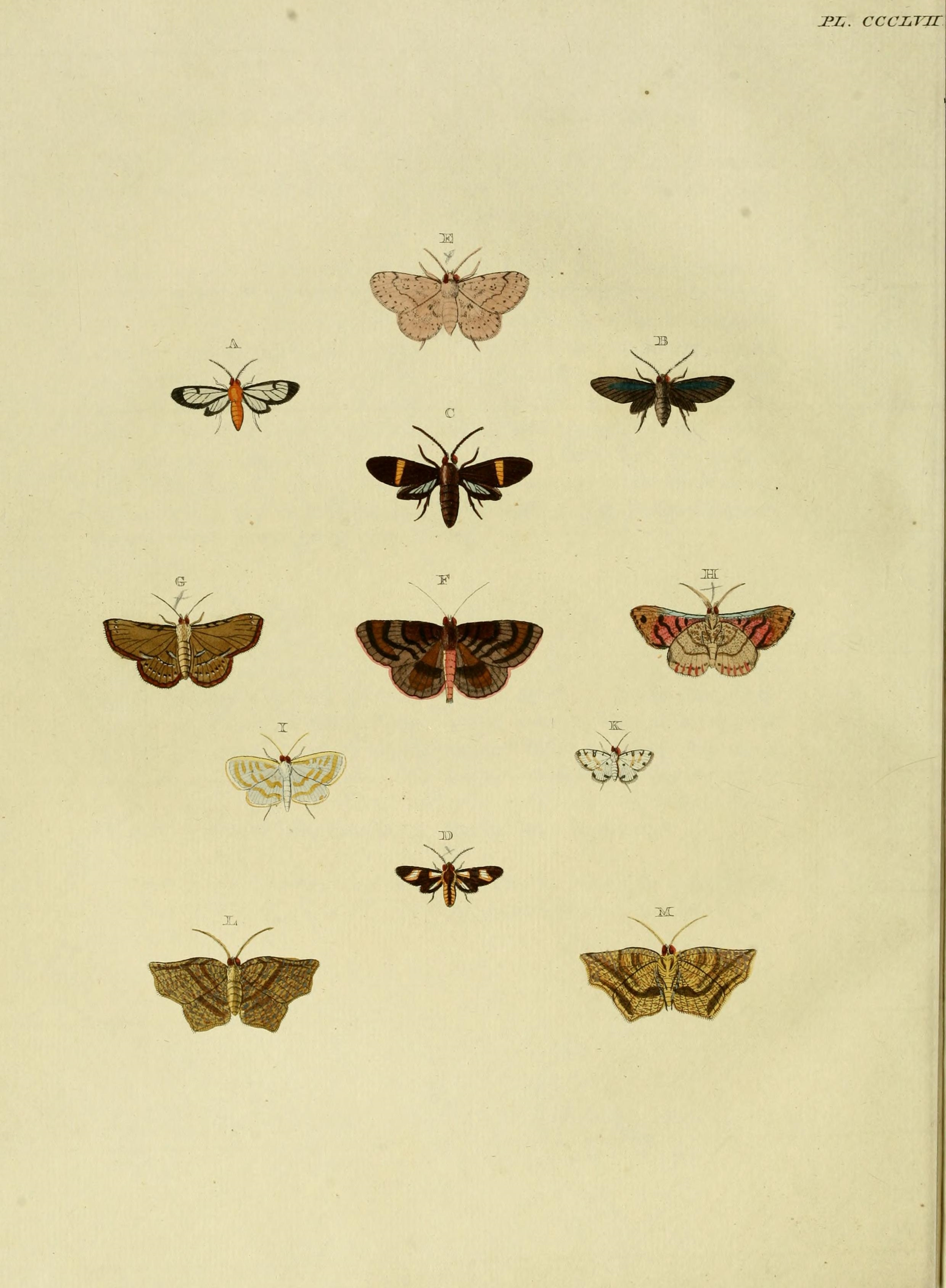

## Dottertaxa tillAclytia, i alfabetisk ordning[1]
- Aclytia affinis
- Aclytia albistriga
- Aclytia apicalis
- Aclytia astigma
- Aclytia bractea
- Aclytia coeruleonitans
- Aclytia conjecturalis
- Aclytia conspicua
- Aclytia deleta
- Aclytia flavicaput
- Aclytia flavigutta
- Aclytia flaviventris
- Aclytia gynamorpha
- Aclytia halys
- Aclytia heber
- Aclytia hoffmannsi
- Aclytia insignata
- Aclytia jonesi
- Aclytia klagesi
- Aclytia leucania
- Aclytia leucaspila
- Aclytia maria
- Aclytia mariamne
- Aclytia megastigma
- Aclytia mictochroa
- Aclytia modesta
- Aclytia petraea
- Aclytia punctata
- Aclytia pydna
- Aclytia reducta
- Aclytia signatura
- Aclytia simulatrix
- Aclytia superbior
- Aclytia taeniata
- Aclytia terra
- Aclytia ventralis